# The Lost Tapes of Cogumelo
The Lost Tapes of Cogumelo (v překladu z angličtiny ztracené pásky z Cogumela) je hudební sampler brazilských metalových skupin Chakal, Mutilator, Sarcófago, Holocausto, Overdose a Sepultura. Vydán byl v roce 1990 brazilským hudebním vydavatelstvím Cogumelo Produções na 12" vinylové desce. 
Všech šest prezentovaných kapel mělo vliv na brazilskou thrash/deathmetalovou scénu, která je sama o sobě početná, v případě Sepultury i na světovou thrashmetalovou scénu.

## Seznam skladeb
A1 "Última Estrela" – 4:34 (Overdose)
A2 "Massacre" – 4:22 (Holocausto)
A3 "Christ's Death" – 3:31 (Sarcófago)
A4 "Satanic Lust" – 3:08 (Sarcófago)
B1 "Necromancer" – 4:11 (Sepultura)
B2 "Evil Conspiracy" – 2:20 (Mutilator)
B3 "Visions of Darkness" – 2:27 (Mutilator)
B4 "Children Sacrifice" – 3:00 (Chakal)